# Parafia Matki Bożej z Góry Karmel w Połonce
Parafia Matki Bożej z Góry Karmel w Połonce – rzymskokatolicka parafia znajdująca się w diecezji pińskiej, w dekanacie baranowickim, na Białorusi.

## Historia
W 1680 wzniesiono tu klasztor dominikański, zniesiony w czasach rozbiorów. W dwudziestoleciu międzywojennym parafia leżała w diecezji pińskiej, dekanacie baranowickim.